# Повість непогашеного місяця
«Повість непогашеного місяця» — радянський художній фільм 1990 року, знятий на кіностудії «Мосфільм».

## Сюжет
За мотивами однойменної повісті Бориса Пильняка. Легендарний полководець громадянської війни лягає на операційний стіл за рішенням, прийнятому на спеціальному засіданні Політбюро, хоча його лікуючий лікар не вважає хірургічне втручання необхідним. В образі наркомвійськмора легко вгадуються риси одного з героїв громадянської війни, воєначальника Михайла Васильовича Фрунзе.

## У ролях
- Володимир Стеклов — наркомвійськмор
- Віктор Проскурін — Сталін
- Сергій Арцибашев — Олексій Попов, друг наркомвійськмора
- Наталія Данилова — Софія
- Олександра Данилова — Степанида Власівна
- Сергій Гармаш — Богданов, червоноармієць
- Всеволод Ларіонов — Павло Іванович Кокосов, професор
- Володимир Симонов — Анатолій Кузьмич Лозовський, лікар, професор
- Станіслав Житарєв — Ворошилов
- Петро Зайченко — Василь Васильович, ординарець наркомвійськмора
- Павло Бєлозьоров — Лев Мехліс
- Михайло Ремізов — лікар наркомвійськмора
- Олександр Сірін — Іван Павлович Товстуха
- Володимир Стержаков — Каннер
- Микола Кузьмін — 1-й комісар
- Ілля Іванов — 2-й комісар, в сцені утоплення полонених білих офіцерів
- Іван Маркін — професор
- Іван Уфімцев — професор
- Віктор Якушев — професор
- Юрій Альохін — епізод
- Григорій Баранов — глядач
- Клавдія Бєлова — Степанида Власьївна, мати червоноармійця Богданова
- Ольга Васильєва — Марія, наречена Богданова
- Володимир Бережний — син
- Соня Волкова — Наталка
- Микола Гагарін — епізод
- В'ячеслав Горбунчиков — епізод
- Лідія Данилова — медсестра
- А. Дьяконов — епізод
- Микола Ігнатов — епізод
- Микола Кочергін — професор
- М. Корольова — епізод
- Л. Козлова — епізод
- Владислав Котлярський — епізод
- Г. Котенкова — епізод
- А. Крицавцев — епізод
- Костянтин Лабутін — сусід
- Олександр Мильніков — епізод
- Олександр Пряхін — глядач
- Д. Прінчата — епізод
- Г. Рассказов — епізод
- Микола Сучков — епізод
- Євген Сєров — червоноармієць у вагона наркомвійськмора
- Ділором Джурбаєва-Сосновська — кримська татарка
- Раїса Сазонова — епізод
- Любов Стриженова — Катерина Павлівна Кокосова, дружина професора Кокосова
- Володимир Тимофєєв — посильний
- А. Фарбер — епізод
- Сергій Чурбаков — Іван
- Ольга Шеховцова — медсестра
- Володимир Южаков — епізод
- Володимир Вязовик — ад'ютант наркома
- Андрій Карташов — епізод

## Знімальна група
- Режисер — Євген Цимбал
- Сценарист — Вітаутас Жалакявічюс
- Оператор — Вадим Алісов
- Композитор — Вадим Храпачов
- Художник — Валентин Поляков
- Продюсер — Володимир Чудовський